# Осада Мирандолы (1510—1511)
Осада Мирандолы (итал. Assedio della Mirandola; 19 декабря 1510 — 20 января 1511 года) — осада крепости Мирандола, предпринятая папскими войсками в ходе войны Камбрейской лиги (третья из Итальянских войн).

## Предыстория
После распада лиги Камбре (1510), куда входили Папское государство, Франция, Священная Римская империя и Феррара, папа Юлий II решил расширить свои владения за счёт земель бывшего союзника — Феррарского герцогства. Получив поддержку венецианцев, летом 1510 года войска папы выступили в поход и 17 августа взяли Модену. Сам папа через несколько недель прибыл в Болонью, чтобы находиться ближе к театру военных действий.
Но сил для осады Феррары у папской армии явно не хватало; к тому же её командующий, герцог Урбинский Франческо Мария делла Ровере, должен был опасаться войск французского полководца Карла де Шамона, который в октябре 1510 года произвёл ложную атаку против Модены и подошёл к Болонье. Юлий II сумел заключить с французами перемирие, и после их отхода герцог Урбинский решил занять Конкордию и Мирандолу — два города, лежавшие к западу от Феррары и прикрывавшие путь на Болонью.

## Силы сторон
Гарнизон Мирандолы состоял из 500 французских пехотинцев и 70 кавалеристов, оставленных де Шамоном. Управляла городом Франческа Тривульцио, вдова синьора Мирандолы Лодовико Пико и дочь знаменитого кондотьера, маршала Франции Джан Джакомо Тривульцио.

## Ход осады
Конкордия пала, не оказав серьёзного сопротивления, и 19 декабря армия Юлия II подошла к Мирандоле. Но здесь события приняли иной оборот: граждане города и французские солдаты не помышляли о сдаче и приготовились к длительной осаде. Герцог Урбинский приказал своим войскам разбить укреплённый лагерь. Между сторонами началась артиллерийская перестрелка. Положение осаждающих осложнялось плохими погодными условиями: почти каждый день дул сильный ветер и шёл снег.

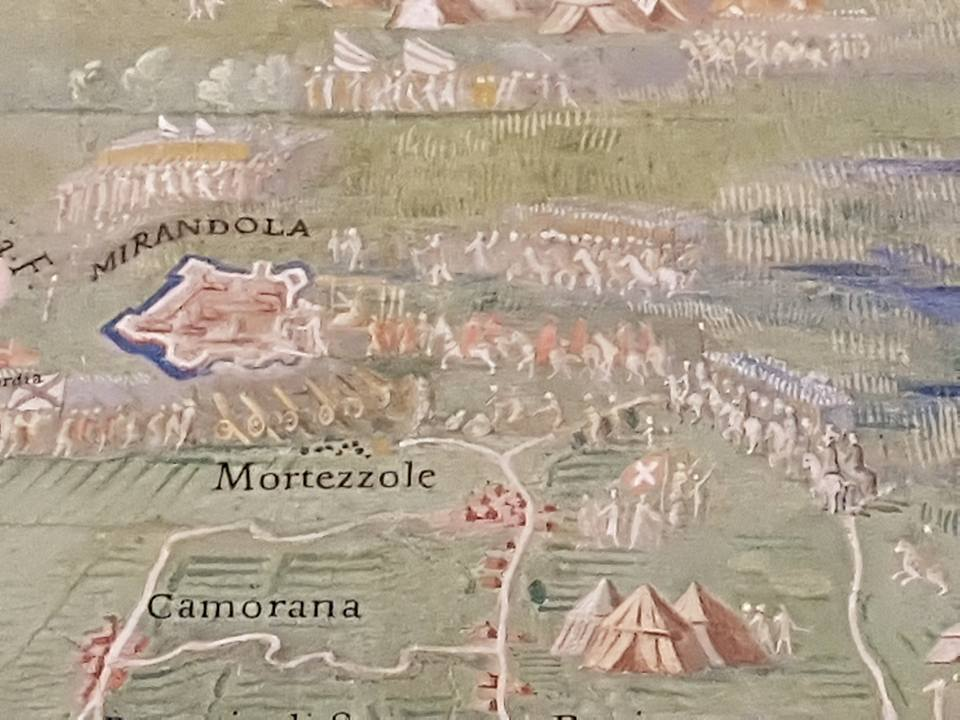
Осада Мирандолы на фреске Игнацио Данти (Галерея географических карт, музеи Ватикана)

Офицеры папской армии склонялись к тому, чтобы прервать осаду, так как вести войну зимой было не в традициях того времени. Но Юлий II постоянно призывал их к активным действиям; наконец, 6 января 1511 года папа лично прибыл в лагерь своих войск под Мирандолой.
Оказавшись там, папа Юлий проявил себя как деятельный военачальник: он лично инспектировал войска и участвовал в разработке военных операций, подвергая свою жизнь опасности наравне с другими капитанами. Ставка папы располагалась в монастыре Святой Иустины неподалёку от осаждённого города. 17 января ядро, пущенное со стен Мирандолы, попало в крышу здания, где находился понтифик, и убило двоих его слуг. Сам папа остался невредим.
Тем не менее в целом ход осады складывался неблагоприятно для запертых в Мирандоле. Холода сыграли на руку осаждающим: ров, окружавший крепость, замёрз (об этом упоминает Макиавелли в трактате «О военном искусстве»), что облегчило ведение осады и позволило солдатам папы пробить брешь в крепостной стене. 20 января защитники Мирандолы, видя успехи армии папы, а также не надеясь на помощь со стороны французов, объявили о капитуляции.

## Последующие события
Захватив Мирандолу, Юлий II изгнал оттуда Франческу Тривульцио и передал власть в городе брату Лодовико Пико Джанфранческо. Армия папы оставила позиции в окрестностях города и двинулась к Модене.
Однако это был последний успех папы в кампании 1511 года. В мае Джан Джакомо Тривульцио, заменивший покойного Карла де Шамона во главе французских войск в Италии, начал новый поход, обошёл Мирандолу и с налёта взял Болонью, воспользовавшись поддержкой её жителей. Две недели спустя была освобождена Мирандола, после чего правительницей снова стала дочь Джан Джакомо. Планы святого отца по захвату части Феррарского герцогства провалились, теперь он был вынужден сражаться с французами в Романье.

## Интересные факты
- С осадой Мирандолы связано появление итальянского мясного блюда дзампоне[8][9].
- В осаде принимал участие Бальдассаре Кастильоне — выдающийся писатель эпохи Возрождения, сопровождавший своего патрона — герцога Урбинского[3][10].
- Поведение Юлия II во время осады Мирандолы дало повод Франсуа Рабле в четвёртой книге «Гаргантюа и Пантагрюэля» заметить: «…я их[Комм 2] видел без омофора, но зато в шлеме и в персидской тиаре, и меж тем как во всем христианском мире царили тогда тишина и спокойствие, они одни вели вероломную и ожесточенную войну»[11]. После капитуляции папа Римский, духовный глава всех христиан, въехал в город через пролом в стене, подпоясанный саблей. Этот поступок вызвал большой резонанс в европейском обществе, стоявшем на пороге Реформации[12].

## Комментарии
1. ↑  Феррара и Франция по-прежнему оставались союзниками.
2. ↑  Пап.